# NANTEN-Teleskop

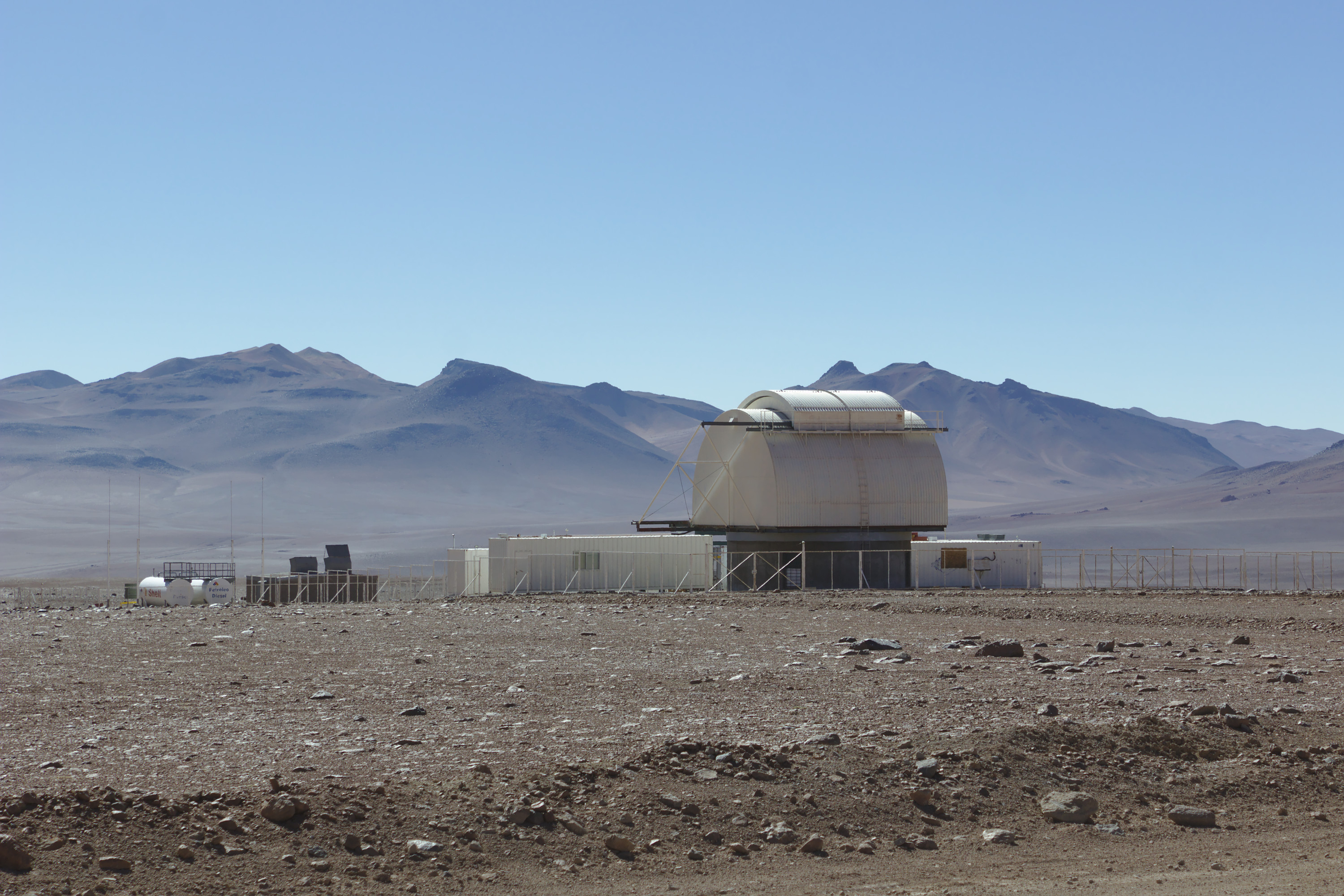
Das NANTEN-Teleskop im Jahr 2016

Das NANTEN-Teleskop ist ein Radioteleskop für Wellenlängen im Millimeter- und Submillimeterbereich. Seit 2004 hat es seinen Standort in 4800 m Höhe auf der Pampa La Bola in Chile.
Das NANTEN-Teleskop mit 4 m Reflektordurchmesser stand seit 1995 am Las Campanas-Observatorium in Chile. 2004 wurde es mit einem genaueren Hauptreflektor für den Submillimeterbereich, einem neuen Subreflektor und einem neuen Antrieb versehen und in die größere Höhe der Pampa La Bola in der Nähe des Standorts des Atacama Large Millimeter Array verlegt.
Seither wird es auch als NANTEN2-Teleskop bezeichnet. Der Beobachtungsbereich umfasst Frequenzen zwischen 115 und 880 GHz, d. h. Wellenlängen zwischen 2800 und 340 μm.
An NANTEN2 sind Institute aus Japan, Südkorea, Deutschland und Chile beteiligt.